# 杰德·穆尔
杰德·穆尔（英語：Jade Moore，1990年10月22日—），英国女子足球运动员。她曾代表英格兰参加2015年和2019年国际足联女子世界杯，其中2015年世界杯获得季军，2019年世界杯获得第四名。